# Андрюс Вишняускас
Андрюс Вишняускас (лит. Andrius Vyšniauskas; нар. 9 грудня 1987, Маріямполе) — литовський політичний та громадський діяч, депутат Сейму Литовської Республіки скликання 2020–2024 років. Член Ліги молодих консерваторів та Литовської спілки політичних в'язнів і депортованих

## Життєпис
Народився 9 грудня 1987 року в місті Маріямполе.
2010 року закінчив Університет Вітовта Великого, де здобув ступінь бакалавра політичних наук. У 2012 році закінчив магістратуру в Інституті міжнародних відносин і політичних наук Вільнюського університету.
У 2011 — 2012 роках працював помічником прем'єр-міністра Литви з питань молодіжної політики та зв'язків з громадськістю.
З 2012 по 2018 рік працював у команді лідера опозиції Сейму та консультував його з питань економічної, соціальної, регіональної політики та комунікації.
2014 року вступив до лав партії «Союз Вітчизни — Литовські християнські демократи». 
У 2015 — 2020 роках депутат міської ради Маріямполе.
13 листопада 2020 року був обраних на парламентських виборах до Сейму в Маріямпільському одномандатному виборчому окрузі №29. 
У квітні 2022 року Андрюс Вишняускас, в складі делегації членів Сейму Литовської Республіки, відвідав Київ. Делегація зустрілася з головою Верховної Ради Русланом Стефанчуком та обговорила допомогу Литви Україні. Парламентарі також відвідали масові поховання у Бучі, в Ірпіні зустрілися з головою міста Олександром Маркушиним. 
У серпні 2022 року, разом з депутатами Сейму Стасисом Шебдарасом та Далею Асанавічюте, підготували проєкт поправок до закону про громадянство, який передбачає позбавлення литовського громадянства іноземних громадян, які отримали його у винятковому порядку. За словами авторів поправки, громадянства позбавлятимуть тих, хто своїми діями загрожує національній безпеці та інтересам Литви або підтримує державу, що загрожує Литві, її союзникам або иншим країнам. Цей проєкт насамперед стосується тих осіб, які підтримують Росію під час її військової агресії проти України.

## Особисте життя
Андрюс Вишняускас одружений.